# Пейдж-Парк (Флорида)
Пейдж-Парк (англ. Page Park) — переписна місцевість (CDP) в США, в окрузі Лі штату Флорида. Населення — 747 осіб (2020).

## Географія
Пейдж-Парк розташований за координатами 26°34′42″ пн. ш. 81°51′41″ зх. д. / 26.57833° пн. ш. 81.86139° зх. д. (26.578228, -81.861453).  За даними Бюро перепису населення США в 2010 році переписна місцевість мала площу 0,70 км², уся площа — суходіл.

## Демографія
Згідно з переписом 2010 року, у переписній місцевості мешкало 514 осіб у 244 домогосподарствах у складі 109 родин. Густота населення становила 738 осіб/км².  Було 314 помешкання (451/км²).
Расовий склад населення:
| - 77,0 % — білих - 7,0 % — чорних або афроамериканців - 0,8 % — корінних американців - 0,4 % — азіатів - 0,2 % — вихідців з тихоокеанських островів - 12,1 % — осіб інших рас |

До двох чи більше рас належало 2,5 %. Частка іспаномовних становила 30,2 % від усіх жителів.
За віковим діапазоном населення розподілялося таким чином: 18,3 % — особи молодші 18 років, 72,6 % — особи у віці 18—64 років, 9,1 % — особи у віці 65 років та старші. Медіана віку мешканця становила 35,4 року. На 100 осіб жіночої статі у переписній місцевості припадало 144,8 чоловіків;  на 100 жінок у віці від 18 років та старших — 148,5 чоловіків також старших 18 років.
Середній дохід на одне домашнє господарство  становив 21 459 доларів США (медіана — 19 886), а середній дохід на одну сім'ю — 22 852 долари (медіана — 20 673). За межею бідності перебувало 46,6 % осіб, у тому числі 62,1 % дітей у віці до 18 років та 0,0 % осіб у віці 65 років та старших.
Цивільне працевлаштоване населення становило 192 особи. Основні галузі зайнятості: роздрібна торгівля — 37,5 %, мистецтво, розваги та відпочинок — 22,4 %, науковці, спеціалісти, менеджери — 13,5 %, транспорт — 10,4 %.